# Frédéric Rosmini
Frédéric Rosmini (ur. 18 maja 1940 w Ucciani) – francuski polityk, samorządowiec, poseł do Parlamentu Europejskiego III kadencji.

## Życiorys
Uzyskał dyplom z zakresu doradztwa edukacyjnego. Związał się z Partią Socjalistyczną, należał do jej komitetu wykonawczego. Od 1986 do 1992 zasiadał w radzie regionu Prowansja-Alpy-Lazurowe Wybrzeże, a od 1995 do 2001 w radzie miejskiej Marsylii. Został także członkiem Rady Gospodarczej i Społecznej oraz przewodniczącym komitetu ds. turystyki w jej regionalnym odpowiedniku.
W 1989 uzyskał mandat posła do Parlamentu Europejskiego. Przystąpił do grupy socjalistów, należał m.in. do Komisji ds. Polityki Regionalnej i Planowania Regionalnego i Stosunków z Władzami Regionalnymi i Lokalnymi, Delegacji ds. stosunków z Chińską Republiką Ludową, Delegacji ds. stosunków z państwami Ameryki Środkowej i Meksyku oraz Delegacji ds. stosunków z republikami dawnej Jugosławii. Później związał się z organizacją Fédération Léo Lagrange, został jej przewodniczącym krajowym i przewodniczącym rady ds. etyki.
Jest żonaty, ma córkę i syna. Kawaler Legii Honorowej, kawaler Orderu Narodowego Zasługi, oficer Orderu Palm Akademickich. Odznaczony także złotym medalem przyznawanym przez ministra sportu i młodzieży.